# Kompozicija B

Kompozicija B je vrsta eksploziva koja se sastoji od dve glavne komponente: RDX-a (ciklotrimetilen-trinitramina) i TNT-a (trinitrotoluena). Ova kombinacija čini vrlo snažan eksplozivni materijal koji se koristi u vojne i industrijske svrhe.
RDX je glavni sastav Kompozicije B i jedan je od najmoćnijih eksploziva koji su trenutno dostupni. On je organski nitroamin koji ima visoku energetsku gustoću i brzu brzinu detonacije. RDX je kristalni materijal koji je vrlo stabilan i otporan na spoljne uticaje, kao što su udarci ili trenje. To ga čini idealnim za upotrebu u eksplozivima koji se koriste u vojnoj industriji.
TNT je druga važna komponenta Kompozicije B. To je žuti kristalni materijal koji takođe ima visoku energetsku gustoću, ali ne toliko visoku kao RDX. TNT je poznat po svojoj otpornosti na udarce i toplinu te po tome što proizvodi relativno malo dima prilikom detonacije. To ga čini korisnim za upotrebu u vojnim eksplozivima i projektilima.
Kombinacija RDX-a i TNT-a u Kompoziciji B omogućuje postizanje sinergijskog efekta, gde se njihove karakteristike nadopunjuju kako bi se stvorio još snažniji eksplozivni materijal. Detonacija Kompozicije B rezultira brzim oslobađanjem velike količine gasova i toplote, što rezultira razornim učinkom. Kompozicija B se često koristi u vojne svrhe, kao što su bombe, artiljerijske granate, rakete, nagaznim minama, ručnim bombama i raznim drugim municijama.  Također se koristi u industriji za razne primene, kao što su rudarstvo, demoliranje građevina i oblikovanje metala. Takođe je korišćen u prvom nuklearnom oružju implozijskog tipa koje su razvile Sjedinjene Države. 
Standardne proporcije sastojaka (po težini) su 59,5% RDX (brzina detonacije 8.750 m/s) i 39.5% TNT (brzina detonacije od 6.900 m/s), flegmatizovanih sa 1% parafinskog voska. Najčešće se opisuje kao 60/40 RDX/TNT sa dodatkom 1% voska.
Važno je napomenuti da je rukovanje i upotreba eksploziva vrlo opasna aktivnost i mora se sprovoditi od strane obučenih stručnjaka u skladu s propisanim sigurnosnim merama.

## Razvoj
Sastav Kompozicije B je razvijen tokom Prvog svetskog rata, sredinom 1910-ih. Njegovo otkriće povezano je sa potrebom za novim i efikasnijim eksplozivima koje bi se koristile u vojnim operacijama. Tokom rata, upotreba eksploziva postala je ključna za različite aspekte vojnih operacija, uključujući bombardovanje i uništavanje neprijateljskih utvrđenja. Međutim, postojeći eksplozivi poput TNT-a imali su ograničenja u njihovim svojstvima, poput manje stabilnosti i manje snage.
Da bi poboljšali karakteristike eksploziva, naučnici su započeli istraživanje i eksperimente da bi stvorili novi materijal. U tim eksperimentima, kombinacija RDX-a i TNT pokazala se vrlo uspešnim.
RDX je bio poznat kao veoma moćan eksploziv, ali nije bio dovoljno stabilan za široku primenu. S druge strane, TNT je bio stabilan, ali nije bilo dovoljno jak. Kombinacija RDX-a i TNT-a u različitim proporcijama pokazala se idealnim jer njihova svojstva nadopunjuju jedni druge.
Prvi patent za sastav Kompozicije B pod imenom "Eksplozivno jedinjenje" objavio je Britanski hemičar i pronalazač Alfred Nobel 1912. godine. Nakon toga, sastav Kompozicije B se široko koristio tokom prvog i Drugog svetskog rata i ostao je popularno eksploziv.
Od tada je nastavljen razvoj eksploziva i vojne tehnologije, a istraživači su radili na poboljšanju svojstava kompozicije B i razvoj drugih eksploziva sa još većom snagom i sigurnošću. Danas postoje mnoge druge vrste eksploziva koje se koriste u vojne i industrijske svrhe, ali sastav Kompozicije B i dalje ostaje važan eksploziv koji se koristi.

## Svojstva
- Gustina: 1.65 g/cm³
- Brzina detonacije : 8,050 m/s

## Karakteristike eksploziva Kompozicija B
Kompozicija B ima nekoliko karakteristika koje ga čine popularnim i široko korišćenim eksplozivom. Evo nekih ključnih karakteristika kompozicije B:
- Snaga: Sastav Kompozicije B je veoma eksplozivan materijal sa visokom energetskom gustinom. Kombinacija TNT-a i RDX-a obezbeđuje visok stepen snage i uništenja tokom detonacije. To ga čini pogodnim za vojnu primenu gde je potrebna velika destruktivna moć.
- Stabilnost: Iako RDX nije stabilan kao TNT, kombinacija ova dva sastojka u sastavu Kompozicije B daje relativno stabilan eksplozivni materijal. To znači da je sastav Kompozicije B manje osetljiv na šokove, trenje ili temperaturne oscilacije u poređenju sa nekim drugim eksplozivom.
- Plastičnost: Sastav Kompozicije B je plastični eksploziv, što znači da se lako može oblikovati u različite oblike i veličine. To omogućava fleksibilnost u dizajnu eksplozivnih naprava, kao što su bombe, mine ili rakete.
- Brzina detonacije: Kompozicija B ima umerenu stopu detonacije. Iako nije najbrži eksploziv, i dalje je dovoljno brz za većinu vojnih aplikacija. Detonacija se dešava brzo, stvarajući velike količine gasova i razarajući pritisak.
- Kompatibilnost: Sastav Kompozicije B je kompatibilan sa različitim inicijatorima. To znači da se može koristiti u kombinaciji sa drugim eksplozivnim materijalima za postizanje određene efikasnosti.

## Korišćenje eksploziva Kompozicija B
Kompozicija B bila je izuzetno česta u municiji zapadnih nacija i bila je standardno punjenje eksploziva od ranog Drugog svetskog rata do ranih 1950-ih, kada su manje osetljivi eksplozivi kao što je sastav H6 počeli da ga zamenjuju u mnogim oružjima. M65 bombe iz 1953. koje su sadržavale degradiranu kompoziciju B bile su odgovorne za veliki deo štete u požaru USS Forestal 1967.
Neki dobavljači municije koje je odobrio NATO, kao što je Mecar, nastavili su da koriste Kompoziciju B u svojim proizvodima.
Kompozicija B je povezana sa ciklotolom, koji ima veći udeo RDX-a (do 75%).
IMKS-101 polako zamenjuje Comp B u američkim vojnim artiljerijskim granatama, a IMKS-104  u minobacačkim mecima i ručnim bombama.

## Galerija slika
- Projektili M107. Svi su označeni tako da ukazuju na punjenje "kompozicije B" i imaju ugrađene osigurače.
- Municija u obliku punjenja od 18 kg (40 lb) (označava punjenje kompozicije B) koja se koristi za različite svrhe rušenja, kao što je bušenje rupe za punjenje kratera eksplozivom kompozicijom B.